# Молпас, Морис
Морис Дэниэл Роберт Молпас (англ. Maurice Daniel Robert Malpas; род. 3 августа 1962 года, Данфермлин, Шотландия) — шотландский футболист, левый защитник. В настоящее время ассистент главного тренера в клубе «Хиберниан». Выступал за «Данди Юнайтед» и сборную Шотландии.

## Клубная карьера
Всю профессиональную карьеру Молпас провёл в одном клубе в «Данди Юнайтед». За 19 сезонов он принял участие в 617 матчах за «Данди Юнайтед», что является рекордом клуба. Вместе с командой он по разу побеждал в чемпионате и Кубке Шотландии, а также доходил до финала Кубка УЕФА.

## Карьера в сборной
В составе национальной сборной Молпас дебютировал в 1984 году. Всего в составе сборной провёл 55 матчей и занимает по этому показателю 17-е место в истории, входит в Почётный список игроков сборной Шотландии по футболу. Принимал участие в чемпионатах мира 1986 и 1990 годов, а также чемпионате Европы 1992 года.

## Тренерская карьера
После завершения игровой карьеры стал ассистентом тренера в родном для себя «Данди Юнайтед», потом был ассистентом в «Мотеруэлле». С 2006 по 2008 годы работал уже главным тренером, сначала в «Мотеруэлле» а потом в молодёжной сборной Шотландии и английском «Суиндон Таун». С 2009 года вновь на ассистентских должностях, в настоящее время в клубе «Хиберниан».

## Достижения
- Финалист Кубка УЕФА (1): 1986/87
- Чемпион Шотландии (1): 1982/83
- Обладатель Кубка Шотландии (1): 1993/94
- Финалист Кубка шотландской лиги (2): 1984/85, 1997/98
- Игрок года по версии футболистов ШПФА (1): 1991
- Зал славы шотландского футбола: включён в 2015